# 吉谷村
吉谷村（よしだにむら）は、かつて新潟県北魚沼郡にあった村。

## 沿革
- 1889年（明治22年）4月1日 - 町村制施行に伴い北魚沼郡東吉谷村、西吉谷村、四ツ子村が合併し、吉谷村が発足。
- 1943年（昭和18年）4月1日 - 北魚沼郡小千谷町に編入され消滅。